# Guacamai capblau
El guacamai capblau (Primolius couloni) és un guacamai, per tant un ocell de la família dels psitàcids. Habita boscos de l'est del Perú, nord de Bolívia i Brasil amazònic.